# Prosoplus basimaculatus
Prosoplus basimaculatus là một loài bọ cánh cứng trong họ Cerambycidae.